# Parhydraena maureenae
Parhydraena maureenae är en skalbaggsart som beskrevs av Perkins 2009. Parhydraena maureenae ingår i släktet Parhydraena och familjen vattenbrynsbaggar. Inga underarter finns listade i Catalogue of Life.